# Benetton Rugby Treviso
Benetton Rugby Treviso – profesjonalny włoski klub rugby union z siedzibą w Treviso, do 2010 roku występujący w Super 10, piętnastokrotny mistrz kraju, czterokrotny zdobywca pucharu i dwukrotny zdobywca superpucharu Włoch. Drużyna występuje w Pro14 oraz w pucharach europejskich. Od 1979 roku sponsorem tytularnym jest Benetton Group.

## Stadion
Drużyna rozgrywa swoje spotkania na zbudowanym w 1973 roku Stadio comunale di Monigo mieszczącym 6700 widzów.

## Stroje
Podstawowy strój drużyny wprowadzony przez Benetton w drugim roku sponsoringu składa się z białej koszulki z poprzecznymi zielonymi pasami oraz spodenek i skarpet w tym samym odcieniu zieleni. Drugim strojem natomiast jest od 2009 r. nawiązujący do historycznego, używanego od początku działalności klubu, zestaw białej koszulki z pojedynczym niebieskim pasem na wysokości klatki piersiowej, niebieskich spodenek i skarpet.

## Historia
Klub został założony w 1932 roku jako Associazione Sportiva Rugby Treviso przez Livio Zavę, który poznał zasady gry studiując w Padwie i w tym samym roku przystąpiła do lokalnych rozgrywek. Tuż po wojnie rugby w Treviso odrodziło się, m.in. za sprawą Renato Malatesty i zespół powrócił do rozgrywek ligowych, tym razem na poziomie Serie B. Jako jeden z pierwszych włoskich klubów korzystał ze wsparcia ze strony sponsorów – kolejowa spółka Dopolavoro Ferroviario w 1949 roku zaoferowała drużynie darmowe przejazdy i posiłki – co pomogło zespołowi zająć pierwszą lokatę w lidze w sezonie 1951/52 i awansować do najwyższej klasy rozgrywkowej. W kolejnym sezonie, już w barwach, lecz bez zakazanej przez FIR nazwy nowego sponsora (Garbuio) na koszulce, zajęła przedostatnie miejsce. Rok później zakończyła rozgrywki na pierwszym miejscu razem z Rugby Rovigo mając taką samą liczbę punktów. O mistrzostwie kraju decydował więc mecz barażowy, który na swoją korzyść rozstrzygnęli po dogrywce zawodnicy z Rovigo.
W 1955 roku zakaz reklamy został zniesiony i na koszulkach zawodników Rugby Treviso pojawiła się nazwa producenta ekspresów do kawy – Faema. Sezon ten okazał się dla klubu przełomowy, pomimo problemów transportowych zespół utrzymał się na czele tabeli rozgrywek zdobywając tym samym 25 kwietnia 1956 r. pierwsze w historii klubu mistrzostwo kraju. Był to zarazem pierwszy tytuł mistrza Włoch jakiejkolwiek drużyny z Treviso, a jego autorami byli: Piero Peron, Gildo Mestriner, Lollo Levorato, Giorgio Panizzon, Giorgio Fantin, Gigi Feletto, Franco Frelich, Aldo Milani, Gigi Carniato, Paolo Pavin, „Ceto” Zucchello, Berto Foglia, Ferdy Sartorato, Giorgio Baldan, Gianfranco Biggi.
W 1959 roku na trzy sezony sponsorem klubu został Ignis i w tym okresie drużyna zajmowała odpowiednio trzecie, drugie i czwarte miejsce w rozgrywkach. Wraz z nastaniem sezonu 1962/63 rozpoczęła się wieloletnia współpraca z firmą Metalcrom, zakończona zdobyciem scudetto w roku 1978. Wcześniej jednak drużyna spędziła dwa sezony w Serie B (1966-68) oraz zdobyła swój pierwszy Puchar Włoch, na podium mistrzostw kraju plasując się w tym okresie tylko dwukrotnie.
Losy klubu zmieniły się w roku 1978, wraz z nastaniem ery Benettona. W ciągu kolejnych trzydziestu dwóch sezonów występów w rozmaitych inkarnacjach najwyższej klasy rozgrywkowej poza pierwszą czwórką zespół znalazł się tylko raz – w pierwszym roku sponsoringu firmy Benetton. Już w sezonie 1982/83 przyszedł kolejny tytuł mistrzowski, a w składzie zaczęli pojawiać się zawodnicy światowej klasy, m.in. zdobywcy Pucharu Świata w 1987 – Craig Green i John Kirwan. W tym czasie powstał również kompleks sportowy „La Ghirada” oraz żeńska sekcja pod nazwą Red Panthers. Od wprowadzenia meczów play-off po zakończeniu fazy grupowej w sezonie 1987/88 rozpoczął się okres triumfów drużyny na krajowych boiskach: z dwudziestu trzech rozegranych finałów, Benetton Treviso uczestniczył w dwudziestu wygrywając dwanaście z nich. Jedynie trzykrotnie musiał uznać wyższość rywala w półfinale rozgrywek – w 1994 i 2000 (L’Aquila) oraz w 2002 (Viadana). Dodatkowo triumfował w trzech edycjach Pucharu i zwyciężył w dwóch z czterech rozegranych meczów o Superpuchar Włoch. Klub ukoronował swoje występy we włoskiej lidze zdobyciem wszystkich trzech możliwych tytułów w sezonie 2009/10.
W marcu 2010 roku oficjalnie ogłoszono, że klub z Treviso wraz z nowo powstałą drużyną Aironi od sezonu 2010/11 przystąpią do rozgrywek Ligi Celtyckiej otrzymując automatycznie obydwa włoskie miejsca w Pucharze Heinekena. W pierwszym ligowym sezonie zespół zajął dziesiąte miejsce odnosząc dziewięć zwycięstw. W rozgrywkach pucharowych natomiast przegrywając wszystkie sześć spotkań (z Leicester Tigers, USA Perpignan i Scarlets) zakończył rywalizację na ostatnim miejscu w grupie. Podobnie w kolejnym sezonie – zespół został sklasyfikowany na ostatnim miejscu w Pucharze Heinekena (w grupie z Biarritz Olympique, Ospreys i Saracens) zaliczając jednak zwycięstwo nad Francuzami i remis z Walijczykami oraz zajął dziesiątą pozycję w lidze, tym razem z siedmioma zwycięstwami.

## Trofea
- Mistrzostwo Włoch (15):  1955/56, 1977/78, 1982/83, 1988/89, 1991/92, 1996/97, 1997/98, 1998/99, 2000/01, 2002/03, 2003/04, 2005/06, 2006/07, 2008/09, 2009/10
- Puchar Włoch (4):  1969/70, 1997/98, 2004/05, 2009/10
- Superpuchar Włoch (2):  2005/06, 2009/10

## Występy w europejskich pucharach
| Sezon   | Rozgrywki | Mecze | Zwycięstwa | Remisy | Porażki | Punkty zdobyte | Punkty stracone |
| ------- | --------- | ----- | ---------- | ------ | ------- | -------------- | --------------- |
| 1995/96 | PH        | 2     | 1          | 0      | 1       | 95             | 26              |
| 1996/97 | PH        | 4     | 1          | 0      | 3       | 106            | 135             |
| 1997/98 | PH        | 6     | 2          | 0      | 4       | 146            | 162             |
| 1998/99 | PH        | 6     | 3          | 0      | 3       | 142            | 150             |
| 1999/00 | PH        | 6     | 2          | 0      | 4       | 100            | 167             |
| 2000/01 | ECC       | 6     | 5          | 0      | 1       | 162            | 102             |
| 2001/02 | PH        | 6     | 1          | 0      | 5       | 102            | 239             |
| 2002/03 | ECC       | 4     | 3          | 0      | 1       | 87             | 69              |
| 2003/04 | PH        | 6     | 1          | 0      | 5       | 104            | 225             |
| 2004/05 | PH        | 6     | 3          | 0      | 3       | 136            | 181             |
| 2005/06 | PH        | 6     | 0          | 0      | 6       | 104            | 207             |
| 2006/07 | PH        | 6     | 0          | 0      | 6       | 83             | 277             |
| 2007/08 | PH        | 6     | 1          | 0      | 5       | 107            | 207             |
| 2008/09 | PH        | 6     | 0          | 0      | 6       | 72             | 291             |
| 2009/10 | PH        | 6     | 1          | 0      | 5       | 68             | 178             |
| 2010/11 | PH        | 6     | 0          | 0      | 6       | 109            | 248             |
| 2011/12 | PH        | 6     | 1          | 1      | 4       | 122            | 193             |

## Występy ligowe (od 1978)
| Sezon   | Liga     | Miejsce  | Prezes           | Trenerzy                    | Kapitan           |
| ------- | -------- | -------- | ---------------- | --------------------------- | ----------------- |
| 1978/79 | Serie A  | 5.       | Arrigo Manavello | Umberto Cossara             | Fiorenzo Blessano |
| 1979/80 | Serie A  | 3.       | Arrigo Manavello | Umberto Cossara             | Nello Francescato |
| 1980/81 | Serie A  | 3.       | Arrigo Manavello | Roy Bish                    | Nello Francescato |
| 1981/82 | Serie A  | 2.       | Arrigo Manavello | Roy Bish                    | Claudio Robazza   |
| 1982/83 | Serie A  |          | Arrigo Manavello | Vincenzo De Cristoforo      | Claudio Robazza   |
| 1983/84 | Serie A  | 2.       | Arrigo Manavello | Vincenzo De Cristoforo      | Claudio Robazza   |
| 1984/85 | Serie A  | 2.       | Arrigo Manavello | Vincenzo De Cristoforo      | Claudio Robazza   |
| 1985/86 | Serie A  | 3.       | Arrigo Manavello | Vincenzo De Cristoforo      | Gianni Zanon      |
| 1986/87 | Serie A1 | 2.       | Arrigo Manavello | Andrè Buonomo               | Raffaele Dolfato  |
| 1987/88 | Serie A1 | Finał    | Arrigo Manavello | Andrè Buonomo               | Raffaele Dolfato  |
| 1988/89 | Serie A1 |          | Arrigo Manavello | Andrè Buonomo               | Raffaele Dolfato  |
| 1989/90 | Serie A1 | Finał    | Arrigo Manavello | J. Michel Aguirre           | Craig Green       |
| 1990/91 | Serie A1 | Finał    | Arrigo Manavello | J. Michel Aguirre           | Moreno Trevisiol  |
| 1991/92 | Serie A1 |          | Arrigo Manavello | Pierre Villepreux           | Oscar Collodo     |
| 1992/93 | Serie A1 | Finał    | Arrigo Manavello | Wayne Smith                 | Oscar Collodo     |
| 1993/94 | Serie A1 | Półfinał | Arrigo Manavello | Wayne Smith                 | Giovanni Grespan  |
| 1994/95 | Serie A1 | Finał    | Arrigo Manavello | Oscar Collodo, Gianni Zanon | Giovanni Grespan  |
| 1995/96 | Serie A1 | Finał    | Arrigo Manavello | Oscar Collodo, Gianni Zanon | Giovanni Grespan  |

| Sezon   | Liga          | Miejsce  | Prezes           | Trenerzy                    | Kapitan             |
| ------- | ------------- | -------- | ---------------- | --------------------------- | ------------------- |
| 1996/97 | Serie A1      |          | Arrigo Manavello | Oscar Collodo, Gianni Zanon | Alessandro Troncon  |
| 1997/98 | Serie A1      |          | Amerino Zatta    | Christian Lanta             | Alessandro Troncon  |
| 1998/99 | Serie A1      |          | Amerino Zatta    | Christian Gajan             | Alessandro Troncon  |
| 1999/00 | Serie A1      | Półfinał | Amerino Zatta    | Christian Gajan             | Andrea Sgorlon      |
| 2000/01 | Serie A1      |          | Amerino Zatta    | Alain Teixidor              | Alessandro Moscardi |
| 2001/02 | Super 10      | Półfinał | Amerino Zatta    | Alain Teixidor              | Alessandro Moscardi |
| 2002/03 | Super 10      |          | Amerino Zatta    | Craig Green                 | Alessandro Moscardi |
| 2003/04 | Super 10      |          | Amerino Zatta    | Craig Green                 | Alessandro Troncon  |
| 2004/05 | Super 10      | Finał    | Amerino Zatta    | Craig Green                 | Alessandro Troncon  |
| 2005/06 | Super 10      |          | Amerino Zatta    | Craig Green                 | Alessandro Troncon  |
| 2006/07 | Super 10      |          | Amerino Zatta    | Craig Green                 | Silvio Orlando      |
| 2007/08 | Super 10      | Finał    | Amerino Zatta    | Franco Smith                | Silvio Orlando      |
| 2008/09 | Super 10      |          | Amerino Zatta    | Franco Smith                | Benjamin De Jager   |
| 2009/10 | Super 10      |          | Amerino Zatta    | Franco Smith                | Antonio Pavanello   |
| 2010/11 | Liga Celtycka | 10.      | Amerino Zatta    | Franco Smith                | Antonio Pavanello   |
| 2011/12 | Liga Celtycka | 10.      | Amerino Zatta    | Franco Smith                | Antonio Pavanello   |
| 2012/13 | Liga Celtycka |          | Amerino Zatta    | Franco Smith                | Antonio Pavanello   |